# Thomas McMahon (2e baronnet)
Le lieutenant général Sir Thomas McMahon, 2e baronnet (1779-1860) est un officier de l'armée britannique. 

## Famille
Il est le plus jeune fils de John MacMahon, contrôleur du port de Limerick, et de sa deuxième épouse Mary Stackpoole. Il a un frère à part entière, Sir William MacMahon (en), 1er baronnet, maître des Rolls en Irlande, et un demi-frère, John McMahon (1er baronnet), secrétaire particulier du prince régent de 1811 à 1817. 
Alors que Thomas et William sont tous deux des hommes doués, leurs premières carrières ont été entravées par leurs origines sociales relativement humbles, et il ne fait aucun doute que la position de leur demi-frère a grandement contribué à leur ascension. 
John est le premier des baronnets McMahon d'Ashley Manor et à sa mort en 1817 le titre passe à Thomas. 
Il épouse Emily Westropp et ils ont neuf enfants, dont le général Sir Thomas Westropp McMahon (3e baronnet) (en). 

## Carrière militaire
McMahon sert dans l'armée portugaise pendant la Guerre d'indépendance espagnole et est devenu adjudant général en Inde . Il est ensuite devenu lieutenant-gouverneur de Portsmouth et officier général commandant le district du Sud-Ouest en 1834, puis commandant en chef de l'armée de Bombay le 14 février 1840, prenant sa retraite de ce poste le 8 avril 1847 . 